# Cipőfűző

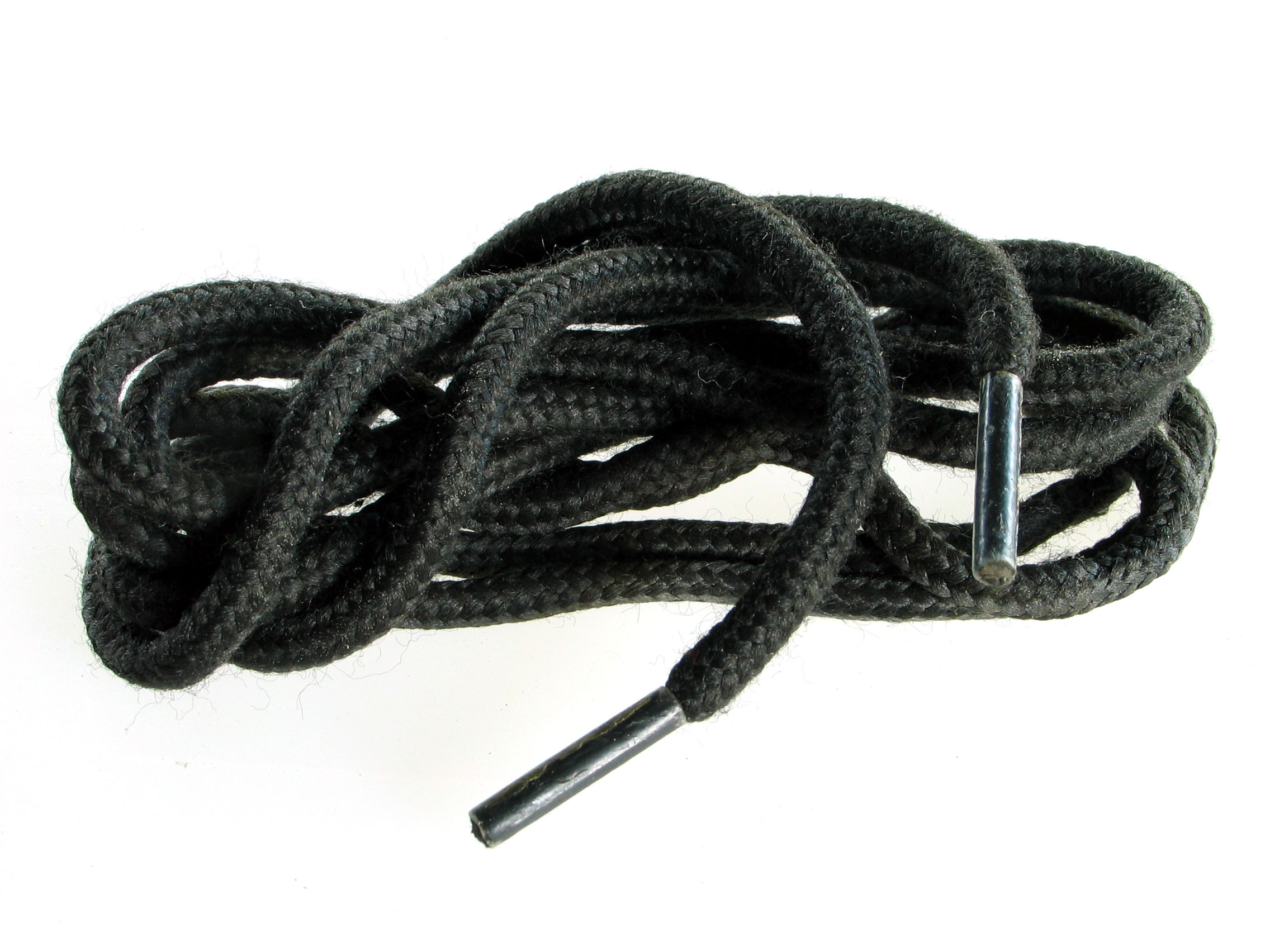
Fonatolt cipőfűző

A cipőfűző vagy cipőpertli vagy cipőzsinór fűzős cipőbe való zsinór vagy szalag, a cipőfelsőrész nyílásának szoros összezárását , ezáltal a cipő megfelelő illeszkedését, lábról való leesésének meggátlását és a cipőben való járás nagyobb biztonságát és kényelmét szolgálja, valamint a fűző nélküli bebújós cipőkkel, mokaszinokkal, loafer-cipőkkel, papucsokkal szemben könnyebbé, habár egyesek számára bonyolultabbá teszi a lábbeli váltását, fel- és levételét. Különböző hosszúságokban, színben, esetleg mintázattal készül, jellegzetessége a mindkét végét megerősítő kemény csúcs („végezés”), ami megkönnyíti a befűzését a cipőfelsőrész megfelelő nyílásaiba és egyúttal meggátolja a cipőfűző esetleges felfejtődését vagy kirojtosodását. Fonatoló-, körkötő- vagy szalagszövőgépen készítik, a végek megerősítését az ún. »végezőgép« végzi.

## Története
A cipőfűző története szorosan kötődik a lábbeli történetéhez és ahhoz, hogy hogyan rögzítették azt a különböző kultúrákban és korszakokban. I. e. 2000-ben a mezopotámiaiak egyszerű bőrdarabokat tettek a talpuk alá és valószínűleg nyersbőr-szalagokkal erősítették azt a lábfejükhöz és bokájukhoz. Az ókori görögök szalagokkal a lábhoz erősített sarut viseltek. A lábbeli viseletét a római katonák terjesztették el Nyugat-Európában. Sarujukra olyan szalagot erősítettek, amely a nagy és a második lábujj között rögzítette a talpat, és szalagokkal rögzítették a lábbelit a lábfejhez és bokához. Ebben az időben már készítettek szalagos lábbeliket luxus kivitelben is, szövetből vagy szőrméből. A középkorban viselt lábtekercsek szövetből készültek és ezeket is szalagokkal rögzítették a lábfejhez és lábszárhoz. 
A mai értelemben vett cipők és csizmák a középkorban jelentek meg és ezeket gombokkal vagy bőrszalagokkal erősítették meg a lábon. A szalag befűzésére szolgáló nyílásokat kezdetben kézi varratokkal szegélyezték, a fémgyűrű csak az 1840-es években jelent meg.

## A cipőfűzők gyártása

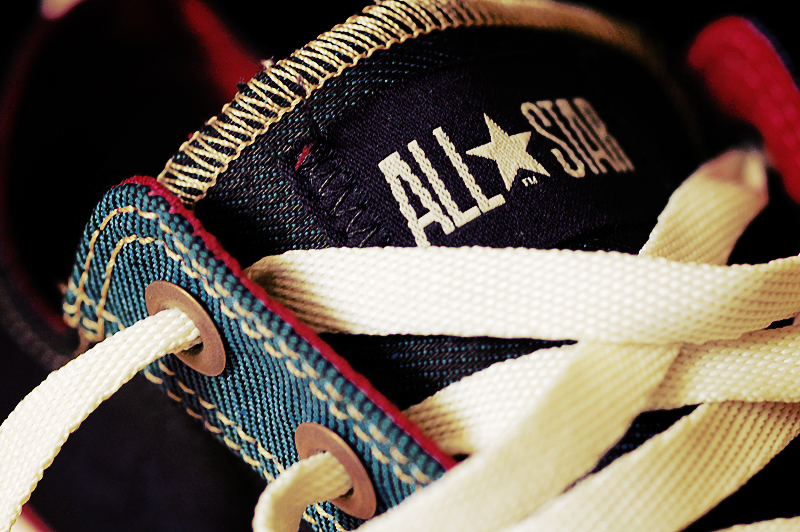
Szalagszövésű cipőfűző

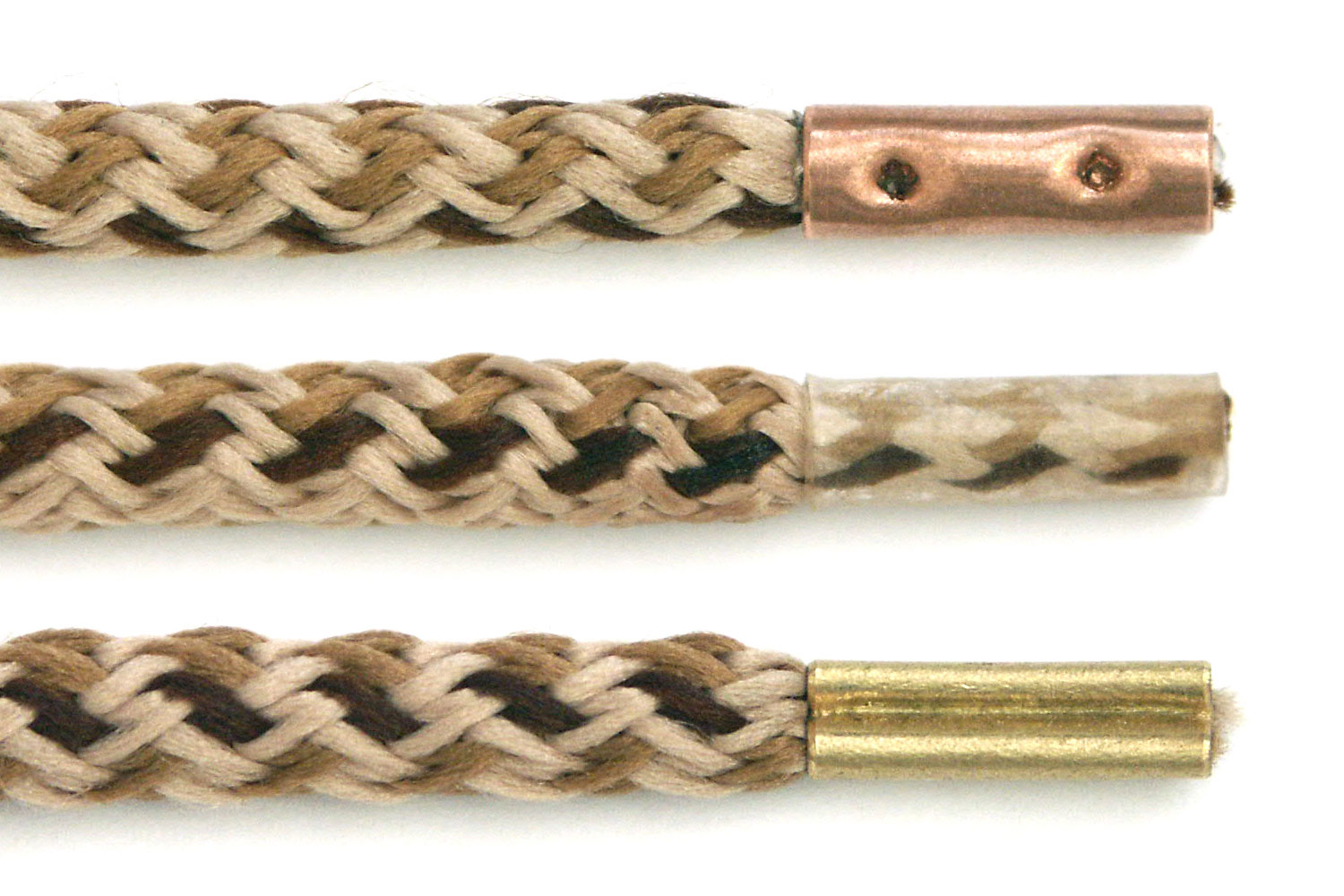
Fonatolt cipőfűzők fémből és műanyagból készült végekkel

Cipőfűzőket fonatológépen, kis átmérőjű (néhány tűs) körkötőgépen és szalagszövőgépen állítanak elő. A körkötött cipőfűzők kör keresztmetszetűek, a szövőgépen készültek lapos szalagok, a fonatolással előállítottak kör keresztmetszetűek vagy lapos szalagok lehetnek, a gyártás módjától függően. A kör keresztmetszetű cipőfűzők tulajdonképpen csövek, amelyek belsejébe erősítés és a nyúlás csökkentése végett hosszanti töltőfonalakat vezetnek. A gyártáshoz általában színes fonalakat használnak, hogy ne legyen szükség utólagos színezésre. Különböző színű fonalak vegyes használata mintás cipőfűzők gyártását is lehetővé teszi. 
Az így elkészült folyamatos zsinórt, illetve szalagot ezután egy olyan gépbe vezetik, amely meghatározott hosszúságonként egy-egy 2–3 cm-es szakaszt acetátfóliával teker körbe, ezt hőhatással ott rögzíti, majd ennek a szakasznak a közepén elvágja az így már feldarabolt cipőfűzőt, amelynek mindkét vége ezáltal kemény burkolatot kap (ez a „végezés”). Más megoldásnál acetátfólia helyett vékony fémlemezt alkalmaznak, amit rápréselnek a zsinórra, ez esetben a végezés fém burkolatot eredményez. A cipőfűzők kívánt hosszúsága előre beállítható. A végezés és darabolás korszerű üzemekben automata berendezésen történik.
A cipőfűzők anyaga lehet pamut, terjedelmesített poliamid- vagy poliészterfonal, poliamid vagy poliészter font fonal. 
A gyártást minőség-ellenőrzés és párosítás, hajtogatás fejezi be.